# Leptosiaphos vigintiserierum
Leptosiaphos vigintiserierum är en ödleart som beskrevs av  Sjöstedt 1897. Leptosiaphos vigintiserierum ingår i släktet Leptosiaphos och familjen skinkar. Inga underarter finns listade i Catalogue of Life.